# Evangelion: Death and Rebirth
Evangelion: Death and Rebirth (新世紀エヴァンゲリオン劇場版 シト新生 Shin Seiki Evangelion Gekijouban: Shi to Shinsei?, Evangelion: Muerte y Renacimiento), es considerada como la primera película de Neon Genesis Evangelion, la cual consiste de dos partes: Death y Rebirth (Muerte y Renacimiento) respectivamente. La primera parte, Death, consiste en una edición de 70 minutos sobre los primeros 24 episodios de la serie de televisión, que incluye varias escenas inéditas. La segunda parte, Rebirth, consiste en una historia y animación completamente nueva, ubicada inmediatamente después del episodio 24, que es lo que conformaría los primeros minutos de la película definitiva: The End of Evangelion.

## Argumento

### Evangelion: Death
Death es un resumen de 70 minutos de los primeros 24 episodios de la serie de televisión en formato de un cuarteto de cuerdas, cada uno centrado en los personajes Shinji, Asuka, Rei y Kaworu, mostrando su desarrollo durante la serie de televisión y culminando con la muerte del decimoséptimo Ángel.
En el momento de su lanzamiento en los cines el 15 de marzo de 1997, presentaba escenas inéditas, las cuales posteriormente fueron agregadas a la serie como imágenes adicionales para los episodios 21'-24' en la remasterización lanzada en DVD en 2003.
Death fue reeditada más tarde cuando Death and Rebirth se estrenó en el canal japonés de televisión satelital WOWOW, y cambió su nombre a Death (True), donde se omitió gran parte de las nuevas imágenes. Una última versión llamada Death (True)² se vio con el lanzamiento de la película Revival of Evangelion. Esta versión es idéntica a Death (True), con la excepción de que supone una remasterización de sonido e imágenes y un par de tomas rediseñadas. Death (True)² elimina la parte Rebirth, que la mantiene definitivamente como parte de The End of Evangelion.

### Evangelion: Rebirth
Debido a falta de tiempo, esta parte no fue terminada al momento del lanzamiento, y solo los primeros 27 minutos fueron estrenados. Cuatro meses más tarde, The End of Evangelion, denominada como la segunda película de Evangelion, presentó la animación completa. La película se dividía en Air (episodio 25') y Sincerely Yours (episodio 26'), y juntas conformarían la película definitiva, The End of Evangelion.
Shinji aún se siente culpable por asesinar a su amigo Kaworu, quien era el décimo séptimo Ángel. Visita a Asuka en el hospital pero ella se encuentra en estado vegetativo, intenta despertarla pero no lo consigue. Al zarandearla para intentar que se despierte, las sábanas se deslizan y revelan a Asuka vestida solo con la parte inferior de su ropa interior. Ante esto, Shinji se masturba, comentando luego que se da "asco a sí mismo". Por otra parte SEELE pretende atacar los cuarteles generales de NERV debido a que Gendo y Fuyutsuki se oponen al Proyecto de Complementación Humana, que es el denominado Tercer Impacto. Después de tal oposición, los directivos de SEELE convencen al gobierno japonés de que NERV planea el Tercer Impacto y deciden la captura del Cuartel General de NERV y todas sus instalaciones, que se encuentran debajo del distrito de Neo Tokio–3.
Bajo este pretexto, las computadoras MAGI de todo el mundo inician un ataque coordinado contra el sistema MAGI de Tokio–3, razón por la cual se da la orden de liberar a Ritsuko, quien estaba en la prisión por destruir el sistema Dummy Plug. Después de su liberación, se adentra en la súper computadora e instala el sistema defensivo 666, con lo que no se consigue el objetivo de SEELE, y deciden un ataque a gran escala contra las instalaciones de NERV en Tokio–3. SEELE inicia el ataque con las fuerzas militares terrestres y daña gran parte del Geo-Frente, Misato da orden de inundar las instalaciones restantes con baquelita y así consigue ganar algo de tiempo para la defensa de los oficiales de NERV.
Para poner a salvo a los elegidos, ocultan a Asuka en la unidad evangelion EVA-02 y la lanzan a 70 metros, quedando depositada en lo profundo del lago en el Geo-Frente. Asuka vuelve en sí con el significado del campo AT y comienza a combatir para proteger su vida. Mientras tanto, Gendo está con Rei para iniciar el procedimiento del Tercer Impacto. Los soldados llegan y se disponen a ejecutar al Tercer Niño, (es decir Shinji), lo acorralan debajo de unas escaleras pero aparece la mayor Katsuragi y le salva la vida. Asuka finalmente vence a todas las tropas pero aun así logran cortar el cable umbilical y es entonces cuando SEELE decide enviar a los EVAs en serie y se disponen a enfrentar a la Segunda Elegida. La película concluye mientras los EVAs en serie vuelan sobre el EVA 02 de Asuka.

## Death and Rebirth en España
La película en España vino de la mano de Selecta Visión para el año 2003, siendo presentada durante el Salón Internacional del Cómic de Barcelona de ese mismo año. Recientemente Selecta Visión ha sacado una nueva reedición de esta película bajo el nombre de Neon Genesis Evangelion: Death (True)².

## Datos de interés
La idea original incluía una película más larga y completa pero los problemas de tiempo y presupuesto obligaron a dividirla en dos partes, de las que Evangelion: Death and Rebirth era la primera parte.
La revista alemana Animania describe la película como un vínculo entre la serie de televisión y la segunda película The End of Evangelion. La música melancólica de Bach y Pachelbel constituye un trasfondo reflexivo y filosófico de la película para hacer hincapié en algunas cuestiones.
Como dato que muestra el éxito que obtuvo, entre su fecha de lanzamiento y octubre de 1997 la película recaudó 1.1 Billones de Yenes y durante mucho tiempo estuvo en el ranking de las películas más vistas en Japón.